# Saint-Pierre-Lavis
Saint-Pierre-Lavis ist eine Commune déléguée in der französischen Gemeinde Terres-de-Caux mit 309 Einwohnern (Stand: 1. Januar 2022) im Département Seine-Maritime in der Region Normandie. Die Einwohner werden Saint-Pierrais genannt.
Die Gemeinde Saint-Pierre-Lavis wurde am 1. Januar 2017 mit Auzouville-Auberbosc, Bennetot, Bermonville, Fauville-en-Caux, Ricarville und Sainte-Marguerite-sur-Fauville zur Commune nouvelle Terres-de-Caux zusammengeschlossen. Sie hat seither den Status einer Commune déléguée. Die Gemeinde Saint-Pierre-Lavis gehörte zum Kanton Saint-Valery-en-Caux.
Der Ort liegt etwa 38 km nordöstlich von Le Havre.
| Bevölkerungsentwicklung   | Bevölkerungsentwicklung | Bevölkerungsentwicklung | Bevölkerungsentwicklung | Bevölkerungsentwicklung | Bevölkerungsentwicklung | Bevölkerungsentwicklung | Bevölkerungsentwicklung | Bevölkerungsentwicklung |
| ------------------------- | ----------------------- | ----------------------- | ----------------------- | ----------------------- | ----------------------- | ----------------------- | ----------------------- | ----------------------- |
| Jahr                      | 1962                    | 1968                    | 1975                    | 1982                    | 1990                    | 1999                    | 2006                    | 2013                    |
| Einwohner                 | 136                     | 101                     | 95                      | 118                     | 123                     | 128                     | 152                     | 242                     |
| Quelle: Cassini und INSEE |                         |                         |                         |                         |                         |                         |                         |                         |

## Sehenswürdigkeiten
- Kirche Saint-Pierre aus dem 12. Jahrhundert